# Manège militaire de la rue Beatty
Le manège militaire de la rue Beatty (Beatty Street Drill Hall en anglais) est un manège militaire des Forces armées canadiennes situé à Vancouver en Colombie-Britannique au Canada. Il héberge The British Columbia Regiment (Duke of Connaught's Own), un régiment de reconnaissance blindé de la Première réserve de l'Armée canadienne, la plus ancienne unité militaire de Vancouver. Le manège militaire comprend également le musée régimentaire du British Columbia Regiment.